# Конституция Сербии 1869 года
Конституция Княжества Сербия (серб. Устав Књажества Србије) — исторически третья конституция Сербии, действовавшая в 1869—1888 и 1894—1901 годах, первая конституция, принятая суверенными сербскими органами власти и не нуждавшаяся в легитимации со стороны Османской империи. Известна также под названием «Регентская конституция» (серб. Намеснички устав, «Наместнический устав»), поскольку была разработана и регентским советом в период несовершеннолетия князя Милана Обреновича IV.

## Принятие и содержание конституции

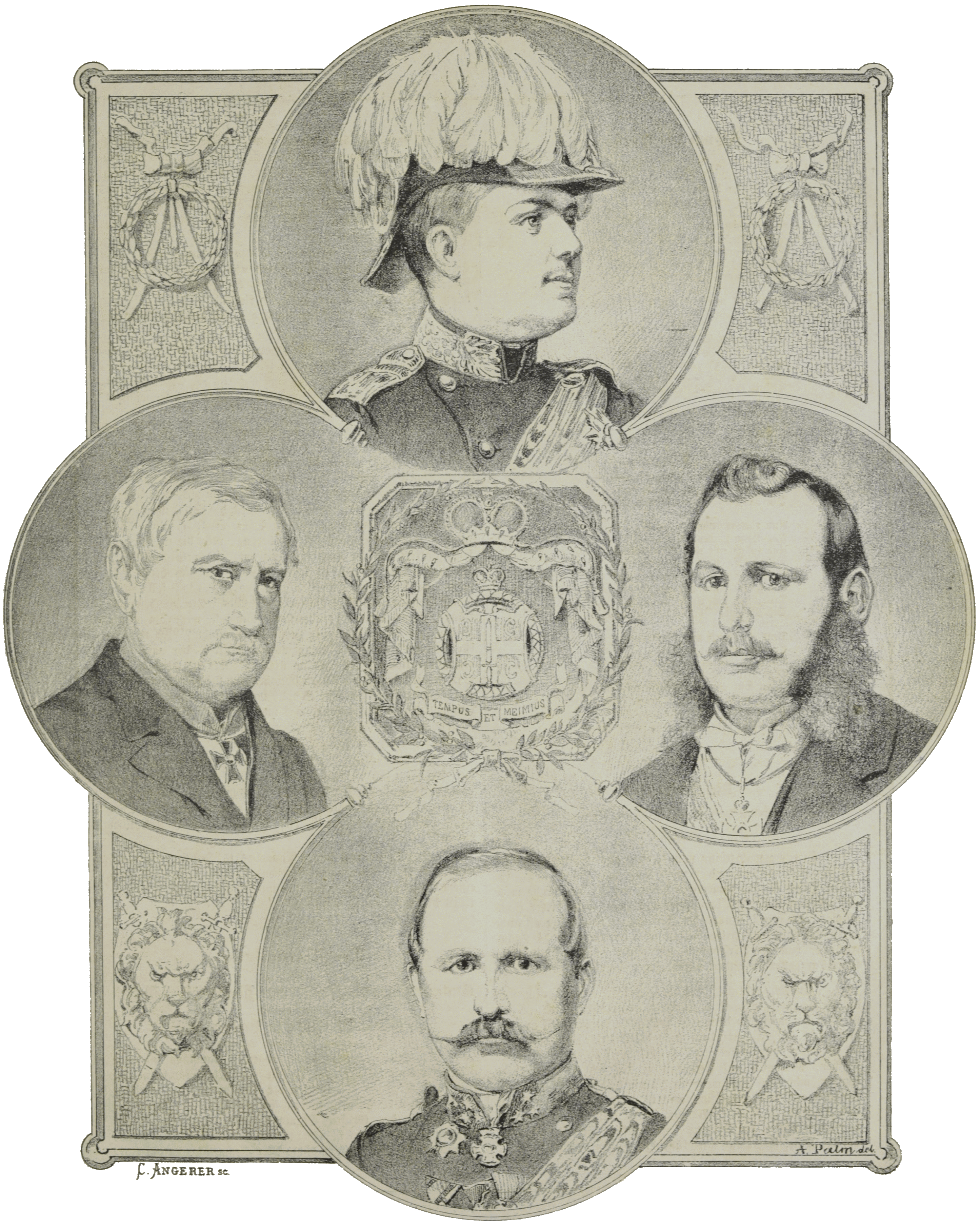
Князь Милан Обренович IV и регентский совет, разработавший проект конституции. Справа — Йован Ристич — главный инициатор принятия конституции

Со времени возникновения автономного Сербского княжества государственная власть формально и фактически была сконцентрирована в руках князя (кнеза) и имела, в сущности, деспотический характер. Сельское население, из которого состоял практически весь сербский народ, вполне доверяло авторитету князей Милоша и Михаила. С развитием просвещения в Сербии возросло количество выпускников сербских школ и иностранных университетов, у которых формировалось и крепло желание принять участие в управлении государством. Под их влиянием Скупщина выразила пожелание, «чтобы приступлено было к такой организации законодательной власти, которая дала бы народу возможность принять деятельное и законное участие в управлении своими делами».
29 июня 1869 года новый регентский совет (Йован Ристич, Йован Гаврилович, Миливойе Петрович Блазнавац) при несовершеннолетнем князе Милане Обреновиче IV (будущий король Милан I) (1868—1889) провел через скупщину разработанный ещё в 1868 году проект новой конституции – «Устав княжества Сербия» (получивший поэтому прозвание «Наместнический устав», от серб. Намесништво — регентство). Главным инициатором принятия новой конституции был Йован Ристич, сторонник авторитарной королевской власти династии Обреновичей. Этот Устав 1869 года стал первой конституцией, принятой суверенными сербскими органами власти и не нуждавшейся в легитимации со стороны турецкого султана. Сербия стала «конституционной монархией с народным представительством». Политическое значение представительного органа власти — скупщины — существенно возросло.
Особенностью юридической формы этого документа были более высокий уровень юридической техники и системы документа, гораздо более детальная регламентация способов формирования и объемов полномочий основных государственно-правовых институтов. Особенностью содержания Устава 1869 года было откровенное укрепление власти Милана Обреновича IV посредством увеличения конституционных полномочий князя (с 1882 года — короля) и министерств в различных сферах государственного регулирования. Таким образом, по сравнению с предыдущей (хатти-шериф 1838 года в редакции 1858 года) и последующими конституциями, Устав 1869 года можно признать наиболее реакционным (или наименее либеральным).
Исполнительная власть вверялась князю, который ни перед кем не отвечал и управлял при содействии министров, назначаемых им самим и ответственных перед скупщиной. Скупщина, избираемая на три года, делила с князем законодательную власть и вотировала бюджет. Государственный совет, назначаемый князем, разрабатывал проекты законов и контролировал исполнение бюджета. Конституция устанавливала порядок избрания депутатов: всякий налогоплательщик, достигший тридцатилетнего возраста, получал активное и пассивное избирательное право, если он не был чиновником, адвокатом или учителем.

## Организация государственной власти по конституции 1869 г.
Система государственно-правовых институтов молодого сербского государства в момент, когда она окончательно сформировалась и была закреплена нормами Устава 1869 года, представляла собой авторитарную модель осуществления самодержавной власти династии Обреновичей. Это видно из самого поверхностного правового анализа конституции, в соответствии с положениями которой: 
- Король (краль, до 1882 года — кнез) является главой государства, облеченный всеми правами государственной власти, реализующий их в соответствии с конституцией. Личность короля неприкосновенна, король ни перед кем неответственен. Королевское достоинство передается по наследству от отца старшему сыну из числа прямых законных потомков короля Милана I Обреновича (при этом в конституции прямо указано, что королём ни в коем случае не может избран никто из рода Карагеоргиевичей). Король осуществляет законодательную власть через государственный совет и совместно со скупщиной, исполнительную власть через назначаемый им министерский совет[6], судебную власть посредством назначаемых им судов[7].
- Министерский совет состоит из 8 министров, которых назначает и смещает король. Министры не принадлежат к составу скупщины и не ответственны перед нею, хотя и обязаны отвечать на предъявляемые им в скупщине запросы. Министерский совет осуществляет исполнительные полномочия короля[6], в том числе формирует и руководит органами полиции[7].
- Государственный совет является совещательным органом при короле и министерском совете по вопросам законодательной деятельности и занимается, прежде всего, подготовкой и внесением законопроектов. Государственный совет назначается королём[7].
- Скупщина является парламентом, который формируется на четверть из лиц, назначенных королём, и на три четверти из депутатов, избираемых подданными, обладающими избирательным правом. Выборы проходят прямым голосованием в городах и двухступенчатым голосованием в деревнях. Депутаты избираются из расчета один представитель от 3000 избирателей (всего, таким образом, в скупщину избиралось 128 депутатов). Активным избирательным правом обладают взрослые сербы мужского пола, которые являются плательщиками прямых податей. Скупщина избирается на 3 года, созывается и распускается кнезом (королём), который открывает и закрывает её сессии. Члены скупщины не могут подвергаться преследованию за речи, произнесенные в ней. В результате, благодаря назначению значительной части членов скупщины королём (кнезом) новая конституция сохраняла власть, безусловно, в руках кнеза (короля) и той партии, которая имела на него влияние[8].
- Судебная система состоит из мировых судий, окружных судов, Апелляционного суда в Белграде и, в качестве высшей инстанции, Кассационного суда в Белграде же[7]. Кассационный суд явился новацией по сравнению с судебной системой, установленной хатти-шерифом 1838 года.
- Местное управление и самоуправление: Сербское княжество делилось на округа, округа — на срезы, срезы — на сельские и городские общины (задруги). Округами и срезами управляли правительственные чиновники. Общинами (задругами) управляли на основании закона 1883 года, избираемые населением клиты. Таким образом, местное самоуправление существовало только на уровне общин[7].

Устав 1869 года по содержанию был более реакционным даже в сравнении с хатти-шерифом 1838 года (в редакции 1858 года). В 1882 году скупщина по плану, подготовленному министерством, провозгласила Сербию королевством. Однако широкое недовольство авторитарным режимом вынудило короля Милана I пойти на либеральную конституционную реформу 1888—1889 годов, приведшую к его отречению от престола. Король Милан объявил о предстоящем созыве учредительного собрания и немедленном образовании составленной из представителей трех партий комиссии, которая выработает новую конституцию. В 1889 году новая, более либеральная по содержанию конституция Сербии вступила в силу.

## Второй период действия конституции 1869 года
Государственным переворотом, совершенным 1 апреля 1893 года, несовершеннолетний король Александр I Обренович распустил регентский совет и провозгласил себя совершеннолетним. В 1894 году Кассационный суд Сербии признал неконституционным прокламацию короля Александра I Обреновича о восстановлении в правах ранее изгнанных бывших короля Милана I и королевы Натальи. Реакцией короля Александра I стала королевская прокламация от 21 мая 1894 года об отмене либеральной конституции 1888 года и восстановлении действия более авторитарной конституции 1869 года. Оправдывая отмену Конституции, Александр заявил, «что за время его малолетства приняты многие законы в противоречие положениям Конституции и многие учреждения поставлены на испорченный фундамент». Между тем, истинной причиной отмены Конституции было создание условий для установления режима личной власти короля Александра.
Новое правительство Николы Христича отменило свободу печати и гарантии личной неприкосновенности подданных. Последовал ряд показательных судебных процессов над представителями оппозиции, в том числе по обвинениям в оскорблении величества.
В 1898 году Скупщина приняла несколько реакционных законов о печати, о союзах, о выборах, в результате чего избирательных прав были лишены журналисты, врачи, адвокаты, учителя и чиновники. В начале 1900 года была проведена налоговая реформа, вызвавшая сильное народное недовольство. Последней каплей, оттолкнувшей от короля даже его сторонников в правительстве и скупщине (в том числе и его отца, бывшего короля Милана I, который демонстративно ушел с поста главнокомандующего армией и покинул Сербию) стала женитьба короля Александра I в 1900 году на Драге Машин, бывшей фрейлине его матери. В этой ситуации король вынужден был пойти на уступки требованиям оппозиции (партии радикалов) и сформировать новый министерский совет с их участием. Была объявлена амнистия политическим заключенным. 6 апреля 1901 года была октроирована новая конституция, более либеральная по своему содержанию.

## Исторический источник
- Namesnički ustav iz 1869. godine (серб.). MojUstav. Дата обращения: 2 августа 2015.